# Bitwa o San Pietro
Bitwa o San Pietro – amerykański wojenno-dokumentalny z 1945 roku, w reżyserii Johna Hustona.

## Fabuła
Film jest dokumentem wojennym, nakręconym w celach propagandowych na zlecenie wojska. Opowiada on o bitwie w dniach 8-17 grudnia 1943, podczas której z rąk zaciekle walczących i dobrze okopanych niemieckich obrońców odbite zostaje przez Amerykanów włoskie miasteczko San Pietro. W bitwie tej amerykańscy żołnierze stracili ponad tysiąc swoich ludzi. Reżyser składa tym filmem hołd żołnierzom, którzy interesują się walką, a nie kalkulacjami dotyczącymi zwycięstwa i porażki.

## Obsada
- John Huston (narrator)
- Mark W. Clark (on sam)